# Anna Holmlund
Anna Ida Holmlund, född 3 oktober 1987 i Selånger, Sundsvall, är en svensk före detta skidåkare.
Holmlund tävlade i skicross för Sundsvalls Slalomklubb.
Holmlund var en stor talang som alpin skidåkare och vann ungdoms-SM i samtliga grenar. När hon var 16 år gammal slutade hon med den alpina skidåkningen för att satsa på fotboll där hon spelade i division 1 med Sundsvalls DFF, och även var uttagen till Sveriges flicklandslag. Hon valde dock att avsluta även fotbollskarriären och fick istället upp ögonen för den då nya OS-grenen skicross.
21–22 december 2009, bara cirka ett år efter att hon börjat tävla i skicross, vann hon två världscupdeltävlingar. Hon deltog även i Olympiska vinterspelen 2010 där hon kom tvåa i B-finalen och slutade sexa totalt. Säsongen 2010/2011 vann hon flera världscuptävlingar och avslutade med en säker seger i den totala världscupen i skicross. Hösten 2011 skadade hon sig när korsbandet gick sönder. Hon rehabiliterade sig men i början av 2013 skadade hon sig på nytt när knäskålssenan och korsbandet gick av. Holmlund kvalificerade sig till deltagande i OS i Sotji 2014 och tog brons i finalen i skicross.

## Olycka
Under träning den 19 december 2016 i Innichen kraschade Holmlund svårt med huvudskador som följd. Hon fördes till Bolzano där hon opererades, varpå hon hölls nedsövd för att förminska eventuella komplikationer. Fortfarande nedsövd och i ett kritiskt tillstånd flögs hon hem till Sverige och Karolinska universitetssjukhuset den 27 december för fortsatt undersökning. I början av februari flyttades hon till Danderyds sjukhus och 9 februari 2017 tillkännagavs att hon hade en allvarlig hjärnskada men kunde reagera på dofter. I maj 2017 återfick hon medvetandet efter att ha varit i koma i fem månader. I juli 2017 flyttade Holmlund till en lägenhet i Sundsvall med utrymme för personliga assistenter. I oktober 2017 deltog hon offentligt i en invigning av Sundsvalls rullskidbana. I december, ett år efter olyckan tog Holmlund sina första steg. I februari 2018 var hon tillräckligt rehabiliterad för att kunna tävla i biski, en form av skidåkning för rörelsehindrade, i Sidsjöbacken utanför Sundsvall.
I början av november 2018 utsågs hon till ambassadör för Stockholms ansökning om olympiska vinterspelen 2026.

## Världscupsegrar
| Datum            | Land      | Ort                 |
| ---------------- | --------- | ------------------- |
| 21 december 2009 | Italien   | Innichen            |
| 22 december 2009 | Italien   | Innichen            |
| 14 mars 2010     | Schweiz   | Meiringen-Hasliberg |
| 20 mars 2010     | Spanien   | Sierra Nevada       |
| 18 december 2010 | Italien   | Innichen            |
| 29 januari 2011  | Tyskland  | Grasgehren          |
| 6 mars 2011      | Schweiz   | Meiringen-Hasliberg |
| 13 mars 2011     | Sverige   | Branäs              |
| 19 mars 2011     | Norge     | Myrkdalen           |
| 15 februari 2015 | Sverige   | Åre                 |
| 22 februari 2015 | Tyskland  | Tegernsee           |
| 13 mars 2015     | Frankrike | Megève              |
| 14 mars 2015     | Frankrike | Megève              |
| 11 december 2015 | Frankrike | Val Thorens         |
| 12 december 2015 | Frankrike | Val Thorens         |
| 16 januari 2016  | Italien   | Watles              |
| 13 februari 2016 | Sverige   | Idre Fjäll          |
| 10 december 2016 | Frankrike | Val Thorens         |